# 4344 Buxtehude
4344 Buxtehude este un asteroid din centura principală, descoperit pe 11 februarie 1988, de Eric Elst.